# Martin Drainville
Martin Drainville (Repentigny, 21 agosto 1964) è un attore, comico e doppiatore canadese di lingua francese. È conosciuto soprattutto nei Paesi francofoni Canada, Francia, Belgio e Svizzera, e per il programma comico LOL :-).
È famoso anche per il suo ruolo nel film  Louis 19, le roi des ondes dove ha ricevuto una nomination Genie Award come migliore attore alla 15ª edizione nel 1994.
È apparso anche nei film Nelligan, The Ideal Man (L'Homme idéal), It's Your Turn, Laura Cadieux (C't'à ton tour, Laura Cadieux) e The Score, la serie televisiva Million Dollar Babies, Scoop, Caméra Café,  Lol :-), Moi et l'autre, Série noire e Piment Fort '.
Dal 1995 al 1998 ha anche presentato e diretto la versione franco-canadese della trasmissione Where in the World Is Carmen Sandiego? nel ruolo dell'ACME Agent.